# Kettlethorpe (Lincolnshire)
Kettlethorpe est une paroisse civile et un village du Lincolnshire, en Angleterre.